# Anthophora pretiosa
Anthophora pretiosa là một loài Hymenoptera trong họ Apidae. Loài này được Friese mô tả khoa học năm 1919.